# Decade (ZABADAKのアルバム)
『decade』（ディケイド）はZABADAKのベスト・アルバム。1993年9月25日にMOON RECORDS（イーストウエスト・ジャパン、現：ワーナーミュージック・ジャパン）レーベルから発売。ZABADAK結成10周年を記念してリリースされた。
上野洋子在籍時代にリリースされた最後のアルバムで、発売同日に行われたコンサート「noren wake (のれん分け)」をもって上野がZABADAKを脱退し、以降は吉良知彦のソロユニットとなる。

## 概要
- MOON RECORDSからリリースされたシングルとアルバムからセレクトされた楽曲と、東芝EMI時代にリリースした楽曲から人気の高かった2曲も新録音で収録。またライブ音源の楽曲も収録されている。
- オリコンチャートでは最高位69位、売上1万6000枚（1998年11月30日付）[1]。

## 曲目
1. POLAND（New Version）
  - アルバム『ZABADAK-I』より、新録音で収録。
2. FOLLOW YOUR DREAMS
  - アルバム『飛行夢』より。
3. 夜毎、神話がたどりつくところ
  - シングル「harvest rain（豊穣の雨）」カップリング曲、オリジナルアルバム未収録曲。
4. harvest rain（豊穣の雨）（Single Version）
  - シングル「harvest rain（豊穣の雨）」より。アルバム『遠い音楽』には7分にも渡るアルバムバージョンが収録されている。
5. GOOD BYE EARTH
  - アルバム『飛行夢』より。同アルバムでの表記は「GOODBYE EARTH」だが、こちらはGOOD BYEが2語になっている。
6. 小さい宇宙
  - アルバム『私は羊』より。
7. 水の踊り（Original Version）
  - シングル「FOLLOW YOUR DREAMS」カップリング曲の別バージョン。歌詞は上野が作詞した別音源、作曲は吉良と上野の共作で、上野が作曲を手掛けた部分に吉良が手掛けたインスト部分を挟み、10分弱の長い曲となった。
8. わにのゆめ（Live Version）
  - アルバム『ZABADAK-I』より、ライヴ音源で収録。
9. マーブルスカイ
  - アルバム『桜』より
10. 愛は静かな場所へ降りてくる
  - アルバム『遠い音楽』より。
11. 砂煙りのまち（Album Version）
  - シングル「LET THERE BE LIGHT」カップリング曲。『飛行夢』収録のアルバムバージョン。
12. 夢を見る方法
  - アルバム『遠い音楽』より。
13. 五つの橋
  - アルバム『桜』より。
14. EASY GOING（New Version）
  - アルバム「ウェルカム・トゥ・ザバダック」より、新録音で収録。
15. 遠い音楽（Live Version）
  - アルバム『遠い音楽』より、ライブ音源で収録。

- 作詞：小峰公子（2-4,9,10,12）、吉良知彦（5,14）、原マスミ（6,15）、上野洋子（7）、松田克志（8,11）、工藤順子（13）
- 作曲：吉良知彦（1-9,12,14,15）、上野洋子（7,10,11,13）
- リードボーカル：上野洋子（2,4,5,7,10,11,13,15）、吉良知彦（3,6,8,9,12,14）